# Cragganmore
Cragganmore je skotská palírna společnosti United Distillers & Vintners nacházející se ve vesnici Ballindalloch v hrabství Banffshire, jež vyrábí skotskou sladovou whisky.

## Historie
Palírna byla založena v roce 1869 Johnem Smithem a produkuje čistou sladovou whisky. Tuto palírnu v roce 1923 koupila společnost Glenlivet Distillery Co Ltd. Palírna leží v malebném prostředí farem, lesů a kopců. Produkuje whisky značky Cragganmore, což je 12letá whisky s obsahem alkoholu 40%. Část produkce se používá do míchaných whisky jako např. McCallum's Perfection a White Horse. Tato whisky zraje v sudech po burbonu a má dlouhý závěr s nádechem kouřovitosti.